# Pseudoeurycea altamontana
Espèce
Synonymes
- Oedipus altamontanus Taylor, 1939 "1938"

Statut de conservation UICN

 EN B1ab(ii,iii,iv,v) : En danger
Pseudoeurycea altamontana est une espèce d'urodèles de la famille des Plethodontidae.

## Répartition
Cette espèce est endémique du Mexique. Elle se rencontre vers 3 000 m d'altitude aux environs du lac de Zempoala à l'Ouest du Popocatépetl entre les États du Morelos et de Mexico et dans le District fédéral.

## Publication originale
- Taylor, 1939 "1938" : Concerning Mexican salamanders. University of Kansas Science Bulletin, vol. 25, no 14, p. 259-313 (texte intégral).